# Joãosinho Trinta
João Clemente Jorge Trinta OMC, más conocido como Joãosinho Trinta (São Luís, 23 de noviembre de 1933 — São Luís, 17 de diciembre de 2011), fue un artista plástico y famoso carnavalesco brasileño.

## Historia
João Clemente Jorge Trinta era hijo de Júlia Jorge Trinta, una obrera de Maranhão de origen árabe. Viuda y con tres hijas de 13, 14 y 15 años, su madre lo concibió con un desconocido durante el carnaval en 1933. Hasta los 17 años vivió en casas ocupadas por varias familias en São Luís, donde trabajó en la tienda de ultramarinos de su cuñado, el exitoso portugués Carlos Allen. Se trasladó a Río de Janeiro en 1951, viajando a bordo del barco ITA. Como sólo tenía 17 años cuando embarcó, fue reubicado de la bodega a una habitación especial junto al camarote del capitán. Llegó el martes de carnaval, con algunas dificultades económicas, y se alojó en una pensión de la rúa São Clemente, en Botafogo. Trabajó para una compañía de Río de Janeiro, pero consiguió compaginar su tiempo con el estudio de danza clásica en el Teatro Municipal. Durante 30 años, formó parte del cuerpo de baile del Teatro Municipal e interpretó dos óperas - Il Guarany, de Carlos Gomes; y Aida, de Giuseppe Verdi.
Comenzó su carrera carnavalesca en Salgueiro en 1961 como guardia de seguridad. Dos años más tarde, la escuela ganó el campeonato de carnaval con el argumento Xica da Silva de Fernando Pamplona y Arlindo Rodrigues. Siempre vigilante, también vio a su escuela proclamarse campeona en 1965, 1969 y 1971. Tras la marcha de los carnavalescos Pamplona y Rodrigues, fue promovido a carnavalesco de la escuela donde hizo carrera en solitario con la artista Maria Augusta en el carnaval de 1973 con el enredo Eneida: Amor e Fantasia.
Como diseñador de carnaval en solitario, ganó el bicampeonato en 1974 con O Rei de França na Ilha da Assombração y en 1975 con O Segredo das minas do Rei Salomão. Tras desavenencias con la directiva salgueirense, se trasladó a la escuela de samba Beija-Flor donde creó enredos atrevidos y lujosos que le valieron a la escuela de Nilópolis los títulos de 1976, 1977, 1978, 1980 y 1983 además de varios subcampeonatos, entre ellos 1986 con O mundo é uma bola, y 1989 con Ratos e Urubus, Larguem Minha Fantasia (en español: "Ratas y buitres, soltad mi disfraz"), generando polémica con la Iglesia Católica cuando intentó llevar al desfile una imagen del Cristo Redentor caracterizado como un mendigo. La imagen fue censurada y desfiló cubierta por un manto negro en el Sambódromo del Marqués de Sapucaí.
Una de las señas de identidad del carnaval era el lujo y la riqueza en la avenida. Criticado por su actitud, dijo célebremente: 

O povo gosta de luxo. Quem gosta de miséria é intelectual
A la gente le gusta el lujo. A los que les gusta la miseria es a los intelectuales.

También fue campeón en el Grupo de Acceso con las escuelas Império da Tijuca y Acadêmicos da Rocinha, además de haber diseñado carnavales para escuelas de São Paulo. En 1984, fue responsable de los disfraces de la E.S. Turunas do Riachuelo, de Juiz de Fora, que celebraba su 50 aniversario, y quedó tercera en el carnaval de la ciudad.
En 1993, tras 17 años con Beija-Flor, Joãosinho Trinta pasó a la escuela de samba Unidos do Viradouro. En 1996, sufrió una isquemia, que le paralizó un lado del cuerpo.
Aun así continuó su trabajo en la escuela que ganó el campeonato de 1997 con el impactante enredo Trevas! Luz! A explosão do Universo (en español: "¡Oscuridad! ¡Luz! La explosión del Universo").
Tuvo una carrera notable en la escuela de samba Grande Rio, que obtuvo el 3er puesto en 2003, una posición sin precedentes en la historia de la escuela. En 2002, al ser entrevistado por el Museo de la Persona, compartió un poco de la historia de su vida, desde la relación con su madre, su hermana y su cuñado hasta el día en que aterrizó en Río de Janeiro en 1951. También reveló la importancia de la meditación en su vida, así como los primeros años de su carrera, sus primeras escuelas de samba y, en particular, su deseo de ayudar a las comunidades en las que vivía entonces, a través del arte del carnaval, diciendo:

Eu quero ir para uma escola bem pequena, eu não quero levar glória de ganhar carnaval, de fazer festa em cima de escombros humanos, em cima de carências humanas, eu não quero fazer festa em cima de crianças abandonadas, em cima da miséria humana. Não, eu quero fazer a menor das escolas, onde eu possa fazer aquilo que a minha mente e meu coração estão mandando. Eu quero fazer festa, mas uma festa também da comunidade, eu quero fazer um carnaval de 365 dias, onde as crianças tenham orientação, educação, onde o povo possa viver mais humanamente
Quiero ir a una escuela muy pequeña, no quiero la gloria de ganar el carnaval, de hacer una fiesta encima de los escombros humanos, encima de la necesidad humana, no quiero hacer una fiesta encima de los niños abandonados, encima de la miseria humana. No, quiero tener la más pequeña de las escuelas, donde pueda hacer lo que mi mente y mi corazón me digan que haga. Quiero tener una fiesta, pero también una fiesta comunitaria, quiero tener un carnaval de 365 días, donde los niños tengan orientación, educación, donde la gente pueda vivir de forma más humana."

En noviembre de 2004, Joãosinho sufrió un derrame cerebral y, al año siguiente, decidió alejarse de Sapucaí, actuando sólo como consultor durante los preparativos del Carnaval. El 11 de julio de 2006, tras sufrir dos infartos cerebrales, fue ingresado en Río de Janeiro y, veinte días después, trasladado al Hospital Sarah Kubitschek, en Brasilia, de donde fue dado de alta el 19 de octubre. Sin embargo, a consecuencia de los derrames cerebrales, el artista quedó con parte del cerebro paralizado y comenzó a desplazarse en silla de ruedas.
Recibió el título de Ciudadano Honorario de Brasilia y, en 2010, se presentó como candidato a diputado distrital pero no salió elegido.
Murió al año siguiente, el 17 de diciembre. El Hospital UDI, en São Luís, informó de que el carnavalesco murió a las 9:55 am hora local (10:55 hora de Brasilia) por un choque séptico, una infección generalizada, y que tenía neumonía e infección urinaria. Previamente, según el hospital, el paciente presentaba insuficiencia respiratoria y sepsis, evolucionando con inestabilidad hemodinámica.
En su honor, el 21 de diciembre (tres días después de su muerte), se anunció su nombre como denominación de la Cidade do Samba, que reúne a las principales escuelas de samba de Río de Janeiro.